# Oligolepis
Oligolepis é um género de peixe da família Gobiidae.
Este género contém as seguintes espécies:
- Oligolepis acutipennis (Valenciennes, 1837)
- Oligolepis cylindriceps (Hora, 1923)
- Oligolepis dasi (Talwar, Chatterjee & Dev Roy, 1982)
- Oligolepis jaarmani (M. C. W. Weber, 1913)
- Oligolepis keiensis (J. L. B. Smith, 1938)
- Oligolepis stomias (H. M. Smith, 1941)